# Scinax danae
A Scinax danae a kétéltűek (Amphibia) osztályának békák (Anura) rendjébe és a levelibéka-félék (Hylidae) családjába tartozó faj.

## Előfordulása
A faj Venezuelában, és valószínűleg Guyanában él. Természetes élőhelye a szubtrópusi vagy trópusi nedves hegyvidéki erdők, folyók, édesvizű mocsarak, édesvizű tavak, időszaki édesvizű mocsarak. A fajt élőhelyének elvesztése fenyegeti.